# Giancarlo Berardi
Giancarlo Berardi (Génova, Italia, 15 de noviembre de 1949) es un guionista de cómic italiano.

## Biografía
Debutó como guionista de historietas a comienzos de los años 1960 con Il Cieco, una breve historia publicada por la revista Horror, con dibujos de su excompañero de colegio Ivo Milazzo, lo que fue el inicio de una larga colaboración con este artista.
En 1970 escribió para la revista Sorry la tira de cómic Il Palafita, también dibujada por Milazzo. En el mismo año colaboró con el Bierreci, un estudio que produce historietas cómicas, escribiendo algunas historias de Tarzán y El gato Silvestre para la Editorial Cenisio, y de Mickey Mouse para Mondadori. En 1971 escribió varios guiones de Diabolik. Dos años después se licenció en lenguas extranjeras con una tesis de graduación sobre la sociología de la novela policíaca.
En 1974 creó junto a Milazzo Ken Parker, cómic del Oeste muy innovador, inspirado en la película Las aventuras de Jeremiah Johnson de Sydney Pollack; de hecho, el personaje principal tiene los mismos rasgos del actor Robert Redford, protagonista del film. La primera edición se estrenó en junio de 1977, publicada por la Editorial Bonelli. Representa el mayor éxito de Berardi, siendo exportado a trece países.
A mediados de los años 1970, para la misma Bonelli, escribió las historietas Wyatt Doyle, con dibujos de Gianni Forgiarini, y Terra maledetta, ilustrada por Antonio Canale. En 1976 creó para la revista Il Giornalino la miniserie Tiki, una historieta sobre un chico indígena de la Amazonia dibujada por Milazzo.
En 1977, para la Bonelli, escribió algunas aventuras de Il Piccolo Ranger ilustradas por Lina Buffolente y, el mismo año, creó la serie western Welcome to Springville para el semanario Skorpio, con dibujos de Milazzo y Renzo Calegari. En 1980 salió L'Uomo delle Filippine, ilustrado por Milazzo y editado por Bonelli en la serie Un uomo un'avventura. Para la revista Orient Express (publicada por la misma editorial), realizó con Milazzo una serie de historias cortas, creó el personaje Marvin il detective y escribió nuevas aventuras de Welcome to Springville.
Desde 1985 colaboró con el editor Rinaldo Traini, escribiendo para la revista mensual Comic Art otras historias de Ken Parker, Tom's Bar, Giuli Bai & Co., Tommy Steele y para L'Eternauta una versión de cómics de Sherlock Holmes, dibujada por Giorgio Trevisan y publicada en 1986.
En 1989 fundó con Milazzo la Editorial Parker, que reimprimió la primera edición de Ken Parker y publicó nuevas historias de este personaje en Ken Parker Magazine (1992).
El mismo año volvió a trabajar para la Bonelli, escribiendo una historia de Nick Raider y, en 1991, "Oklahoma!", una larga historia especial de Tex dibujada por Guglielmo Letteri. En 1998 creó un nuevo personaje de la Bonelli, Julia Kendall, protagonista del cómic policíaco (con elementos de thriller psicológico) Julia - Las aventuras de una criminóloga, publicado en España por Aleta Ediciones.